# Selenyphantes longispinosus
Espèce
Synonymes
- Lepthyphantes longispinosa O. Pickard-Cambridge, 1896

Selenyphantes longispinosus est une espèce d'araignées aranéomorphes de la famille des Linyphiidae.

## Distribution
Cette espèce se rencontre au Guatemala et au Mexique en Hidalgo,.

## Description
Le mâle holotype mesure 3 mm.
Le mâle décrit par Silva-Moreira et Hormiga en 2021 mesure 2,89 mm et la femelle 2,32 mm.

## Systématique et taxinomie
Cette espèce a été décrite sous le protonyme Lepthyphantes longispinosa par O. Pickard-Cambridge en 1896. Elle est placée dans le genre Selenyphantes par Gertsch et Davis en 1946.

## Publication originale
- O. Pickard-Cambridge, 1896 : « Arachnida. Araneida. » Biologia Centrali-Americana, Zoology, vol. 1, p. 161-224 (texte intégral).